# Diocèse de Bafoussam

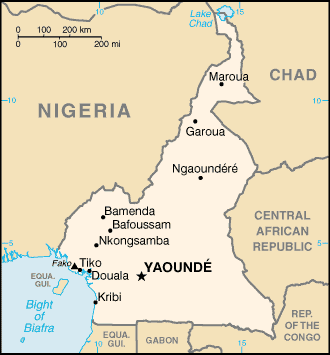
Carte du Cameroun.

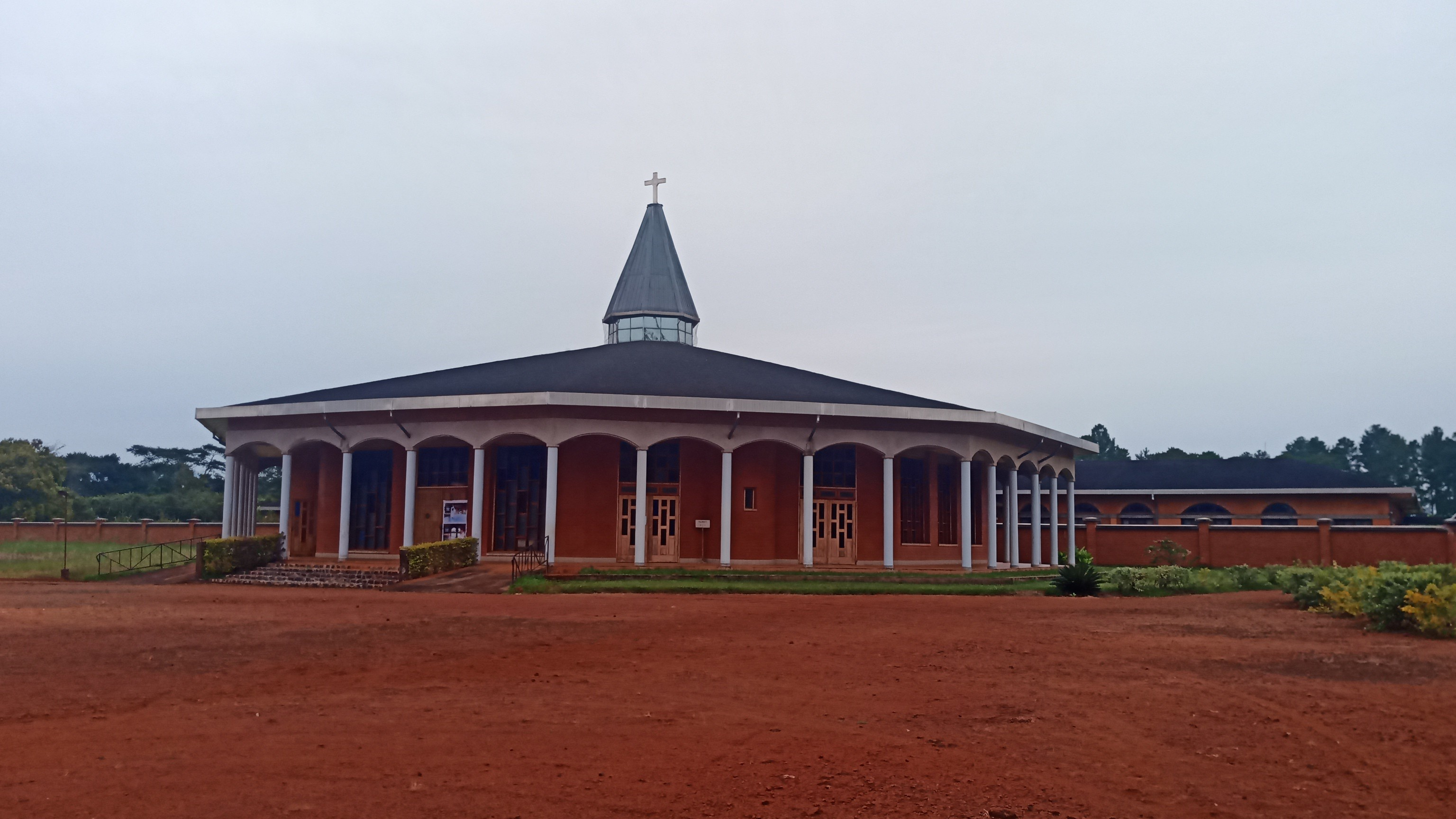
Abbaye de Koutaba.

Le diocèse de Bafoussam est un diocèse catholique dont le siège est à Bafoussam et dont le territoire correspond à la Région de l'Ouest, au Cameroun.

## Histoire
Le diocèse de Bafoussam est érigé le 5 février 1970, par scission d'avec le diocèse de Nkongsamba. Sa croissance est rapide : en 1980, il ne compte que 26 paroisses, 40 prêtres et 156 500 baptisés, contre 67 paroisses, 109 prêtres et 310 800 baptisés en 2006.

## Lieux de prière
La cathédrale du diocèse de Bafoussam est en cours de construction depuis le 28 avril 2012.
Depuis 1968, le diocèse héberge un monastère cistercien, l'abbaye de Koutaba.

## Paroisses
Le diocèse est organisé en 12 doyennées qui regroupent les 94 paroisses :

### Doyenné de Bafou
- Saint Laurent de Bafou

### Doyenné de Bafoussam
- Saint Joseph de Baleng (Cathédrale)
- Saint Damien de Lafé
- Saint Patrick de la Maétur
- Marie Reine des apôtres de Kamkop
- Saint François Xavier de Koptchou
- Saint Jean l'évangéliste de Tougang II
- Saint Fidèle de Tyo Baleng
- Sainte Cécile de Kouogouo
- Sainte Trinité de Tougang
- Saint Charles Lwanga de Ngouache
- Secteur de Tocket

### Doyenné de Baham
- Saint André de Baham
- Sainte Famille de Batié
- Saint Barthélemy de Bahouan

### Doyenné de Bandjoun
- Sainte Thérèse de l'Enfant Jésus de Pète-Bandjoun
- Saint Charles de Kamdjoung
- Saint Victor de Tsela
- Saint Joseph de Hiala
- Saint Télesphore de Famwa
- Bon Pasteur de Ha'
- Christ-Roi de Mbouo

### Doyenné de Bangangté
- Notre-Dame des Sept Douleurs de Bangangté

### Doyenné de Bayangam
- Sainte Jeanne d’Arc de Bayangam
- saint Esprit de hok (bandjoun)
- sacré coeur de semto (bandjoun)

### Doyenné de Doumelong
- Sainte Bernadette de Doumelong
- Saint Antoine de Padoue de Bamendjou
- Saint Philippe de Bameka
- Saint Michel de Penka-Michel
- Saint Vincent de Paul de Bansoa-Bandja
- Saint Robert de Bawong
- Sainte Marie-Madeleine de Baneghang

### Doyenné de Dschang
- Sainte Marie de L’Assomption de Fongo-Tongo
- Saint René de Fossong-Wetcheng
- Saint David de Fombet
- Saint Daniel de Ntsingbeu
- Saint-Nicolas de Flüe de Baletet

### Doyenné de Foumban
- Sainte Catherine de Sienne de Foumban
- Saint Michel Archange de Foumban
- Sainte Thérèse l'Enfant Jésus de Bankouop
- Saint Gabriel de Koutaba
- Saints Pierre et Paul de Foumbot
- Saint Charles Lwanga de Malantouen
- JeanXXIII de Massangam
- Saint Marc de Njimbot

### Doyenné de Mbouda
- Sainte Anne de Mbouda
- Saint Ferdinand de Babadjou

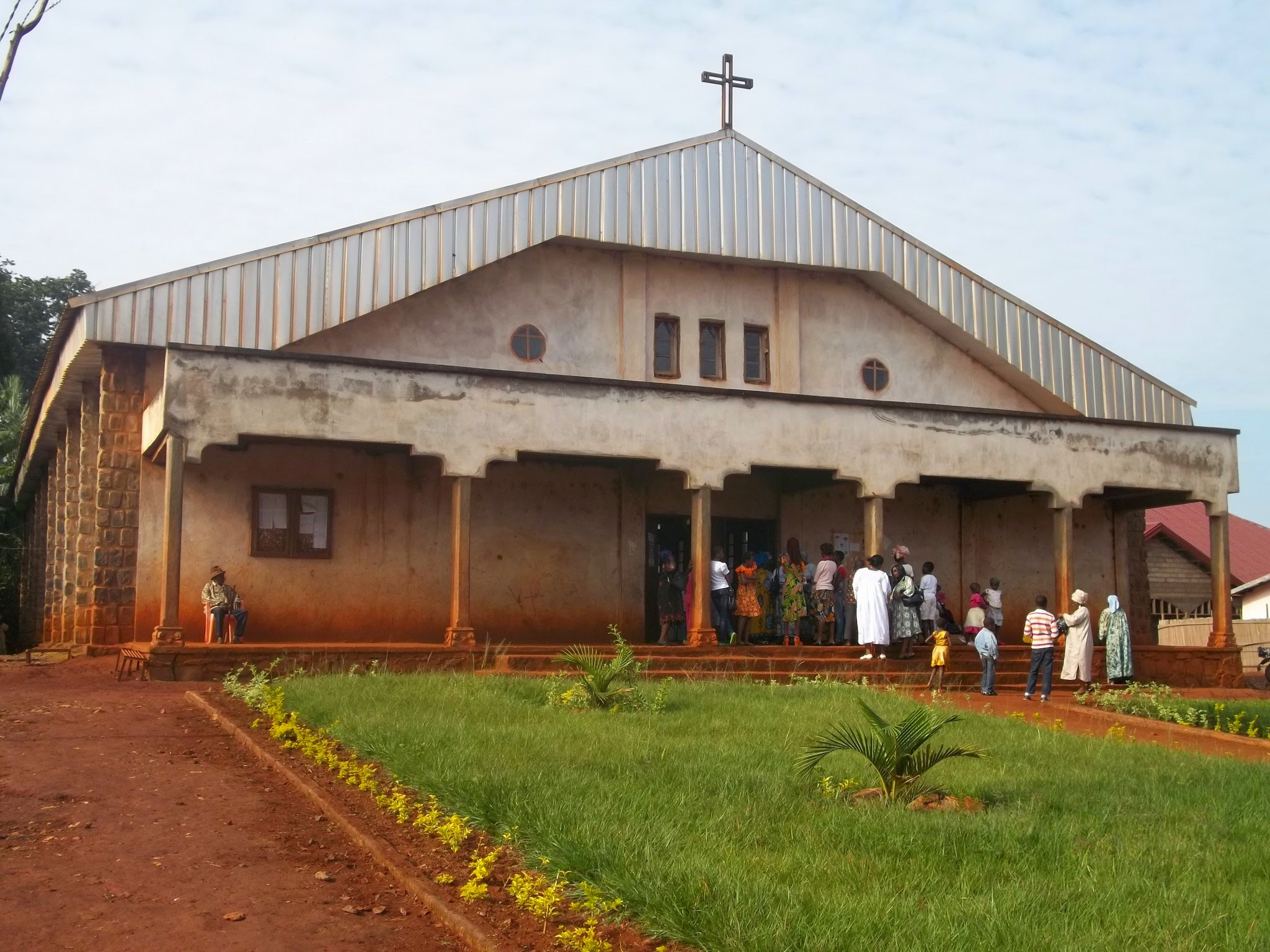
Paroisse Saint Pierre de Bamougong.

- Saint Alphonse Marie de Liguori de Bamendjida
- Saint Joseph de Bamenboro Ville
- Notre Dame du Rosaire de Bamessingué
- Christ-Sauveur de Kombou
- Secteur de Bamesso
- Saint Pierre de Bamougong
- Saint Simon de Bati-Galim
- Saint Paul de Nzindong
- Bon Pasteur de Batcham-Bangwang

### Doyenné de Tamdja
- Saint Albert le Grand de Tamdja
- Bienheureuse Mère Teresa de Famla'
- Saint Paul de Bamendzi évêché
- Secteur de Houkaha
- Sacré Cœur de Ndiandam
- Saint Jean-Baptiste de Nefa
- Saint Pierre de Ndiembou
- Saint Barnabé de Kouogouo I
- Saint Boniface de Kyenengo
- Notre Dame du Mont Carmel de Banengo Antenne
- Saint Jean-Paul II de Banengo-Brasseries
- Saint Jean Bosco de l’Aumônerie de Djeleng V

### Sites externes
- Site officiel
- Diocèse de Bafoussam sur Catholic Hierarchy